# Кучеренко, Николай Пантелеймонович
Николай Пантелеймонович Кучеренко (1907—1945) — советский офицер, участник Великой Отечественной войны, Герой Советского Союза (6.04.1945). Полковник (1943). 

## Биография
Николай Кучеренко родился 1 марта 1907 года в селе Белуховка (ныне — Карловский район, Полтавская область, Украина). Окончил неполную среднюю школу в Белуховке. 
В октябре 1929 года был призван на срочную службу в Рабоче-крестьянскую Красную Армию. Зачислен в 225-й стрелковый полк 75-й стрелковой дивизии Украинского военного округа (г. Лубны), окончил полковую школу в 1930 году и до сентября 1931 года служил в этом полку командиром отделения. Затем был направлен на учёбу. Окончил Одесскую пехотную школу в 1932 году. С августа по декабрь 1932 года командовал взводом в этой же школе. С декабря 1932 по декабрь 1937 года служил в 285-м стрелковом полку 95-й стрелковой дивизии Украинского военного округа (г. Балта): командир учебного взвода, командир учебной роты, командир стрелкового батальона. Окончил Высшие стрелково-тактические курсы усовершенствования офицерского состава пехоты «Выстрел» в 1938 году. С октября 1938 года — командир 110-го отдельного пулемётного батальона 95-й стрелковой дивизии (батальон занимал Рыбницкий укреплённый район). С мая 1940 года — начальник штаба и командир 591-го стрелкового полка 176-й стрелковой дивизии Одесского военного округа (г. Бельцы). С октября 1940 года был исполняющим должность заместителя командира 47-го мотострелкового полка. В начале июня 1941 года назначен командиром 1-го стрелково-пулемётного полка 2-й стрелково-пулемётной бригады Рыбницкого укреплённого района.
С июня 1941 года майор Кучеренко сражался в Великой Отечественной войне. В ходе Приграничного сражения в Молдавии держал с полком оборону в Рыбницком УРе. В ходе Тираспольско-Мелитопольской оборонительной операции при отходе из Молдавии попал в окружение под Николаевом в середине августа, и сумел перейти через линию фронта под Красноградом только 18 сентября, выведя группу из 18-ти вооружённых красноармейцев. Поскольку сам Кучеренко уничтожил в окружении партийный билет, то до конца сентября ему пришлось проходить проверку при Особом отделе Юго-Западного фронта. В конце сентября назначен командиром 989-го стрелкового полка 226-й стрелковой дивизии, с которой вступил в бой 18 октября в составе 21-й армии. В составе дивизии участвовал в локальных наступательных и оборонительных операциях на харьковском, белгородском и валуйско-россошанском направлениях. Был ранен, вернулся в строй, награждён своей первой наградой — орденом Красного Знамени. В феврале 1942 года был ранен вторично. Лечился в госпитале до апреля, затем направлен на учёбу.
В октябре 1942 года окончил ускоренный курс Военной академии РККА имени Фрунзе, которая в то время действовала в эвакуации в Ташкенте. С ноября 1942 года — заместитель командира 4-го стрелкового полка 98-й стрелковой дивизии. Полк и дивизия завершали формирование в Тамбове, откуда в начале декабря были направлены на Сталинградский фронт и в составе 2-й гвардейской армии участвовали в Котельниковской и Ростовской наступательных операциях. За отличия в Сталинградской битве и в этих операциях дивизия в апреле 1943 года получила гвардейское звание и стала именоваться 86-й гвардейской стрелковой дивизией, а подполковник Кучеренко тогда же назначен заместителем командира этой дивизии. На этом посту участвовал в Миусской и Донбасской наступательных операциях Южного фронта.
2 октября 1943 года назначен командиром 302-й стрелковой дивизии, участвовал во главе её в Мелитопольской наступательной операции. После пребывания в резерве Ставки ВГК (конец октября 1943 — начало февраля 1944) дивизию передали на 1-й Украинский фронт. В составе целого ряда армий фронта она участвовала в Корсунь-Шевченковской и Проскуровско-Черновицкой наступательных операциях (в этой операции она особо отличилась при штурме города-крепости Тарнополь и получила почётное наименование «Тарнопольская»), в Львовско-Сандомирской операции (наградой дивизии стал орден Красного Знамени) и в упорных сражениях на Сандомирском плацдарме.
Командир 302-й стрелковой дивизии 28-го стрелкового корпуса 60-й армии 1-го Украинского фронта полковник Николай Кучеренко отличился во время Висло-Одерской стратегической наступательной операции в январе 1945 года. Дивизия Кучеренко с боем форсировала реку Нида и захватили плацдарм на её западном берегу. Отбивая непрерывные немецкие контратаки, она прорвала оборонительные рубежи южнее и восточнее Кракова, своими действиями способствовала успеху других соединений. В ночь на 19 января 1945 года дивизия совместно с танкистами 4-й танковой армии освободила Краков. В этой операции дивизия полковника Кучеренко взяла в плен более 200 солдат и офицеров противника, уничтожила либо вывела из строя ещё 2 498 солдат, захватив и уничтожив 5 танков, 65 артиллерийских орудий и много иного вооружения. За эти подвиги 12 февраля он был представлен к награде.
Указом Президиума Верховного Совета СССР от 6 апреля 1945 года за «образцовое выполнение боевых заданий Командования на фронте борьбы с немецкими захватчиками и проявленные при этом отвагу и геройство» полковнику Николаю Пантелеймоновичу Кучеренко присвоено звание Героя Советского Союза.
Но к моменту подписания Указа гвардии полковника Кучеренко уже не было в живых. Приняв участие в Нижне-Силезской и Верхне-Силезской наступательных операциях, он в ходе последней 30 марта 1945 года по одним данным, был убит вместе с являвшемся его адъютантом сыном гвардии старшим лейтенантом Николаем Николаевичем Кучеренко под Бреслау разрывом бомбы в результате ошибочного удара советской авиации, а по другим данным — разрывом снаряда на наблюдательном пункте. Похоронен в Мемориальном комплексе Солдатской Славы в Полтаве.

## Награды и звания
- Герой Советского Союза (6 апреля 1945[6]);
- орден Ленина (6.04.1945);
- три ордена Красного Знамени (20.04.1942, 01.05.1942, 18.05.1944);
- орден Суворова II степени (23.09.1944);
- орден Отечественной войны I степени (12.06.1943);
- орден Красной Звезды (3.11.1944[7]).

## Память
- В честь Кучеренко названы улица в Полтаве и в родном селе Белуховка. В советское время его именем была названа улица в Тернополе[1], но в независимой Украине её переименовали[8].